# 北京大学体育馆

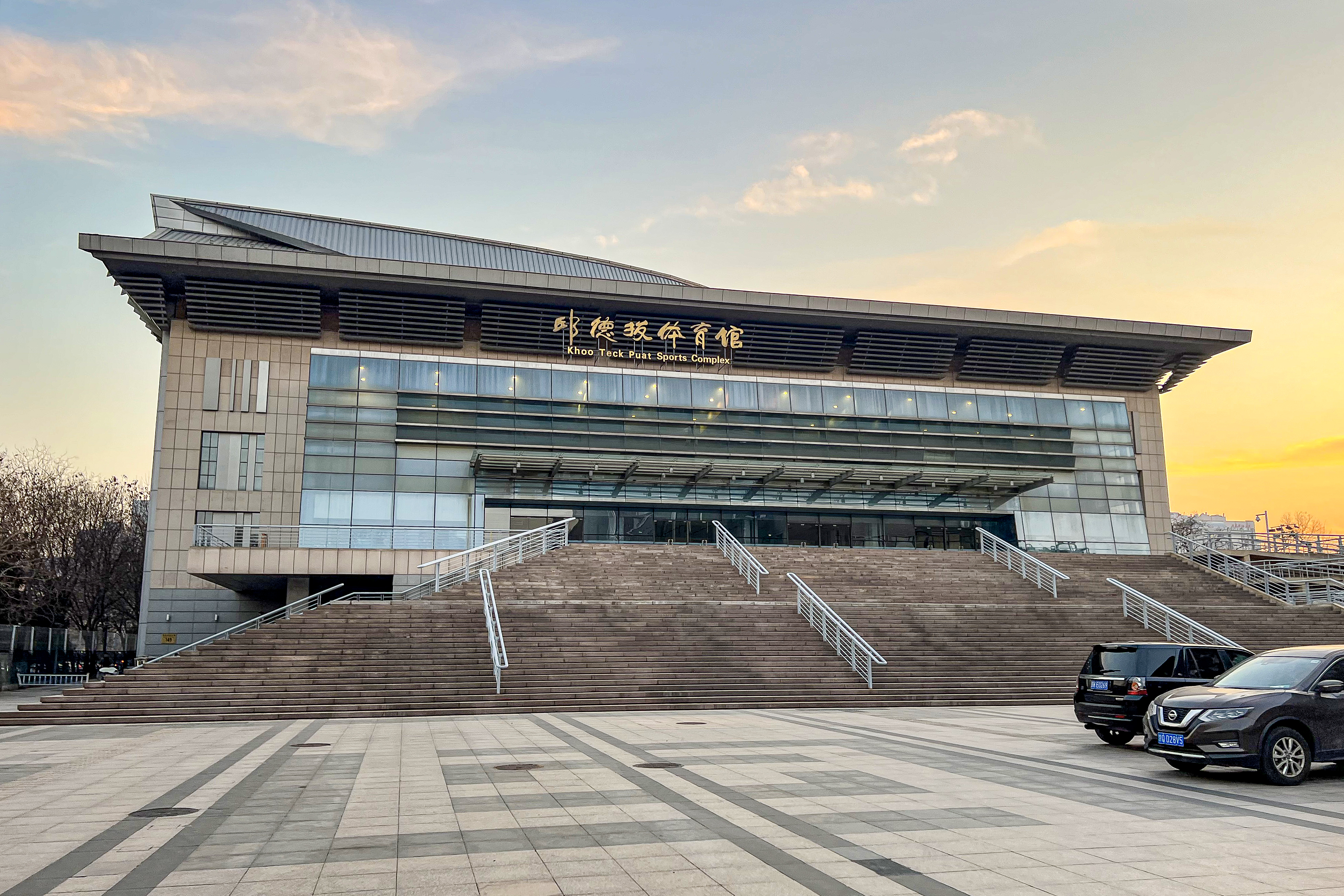
体育馆北立面（2023年12月）

北京大學邱德拔體育館是為2008年北京奧運乒乓球專項而新興建的比賽場館，隨後的殘疾奧運會中，該大學體育館亦會進行乒乓球項目的比赛。2008年8月13日至8月23日，2008年北京奧運乒乓球比赛项目在北京大学体育馆举行，中国乒乓球队包揽了所有4枚金牌，包括男单，女单，男团，女团。其中在男子单打和女子单打决赛中，出现了同时升起三面五星红旗的壮观景象。在随后举行的殘疾奧運會又产生了24枚金牌。
在2005年9月17日正式動工的北京大學體育館位於北京大學之內，其總建築面積為2.69萬平方米，可以容納8000個觀眾。工程原计划于2007年8月竣工。2006年11月，邱德拔家族向北京大学捐赠约1.733亿元人民币支持该馆兴建，该馆遂更名“北京大学邱德拔体育馆”以资纪念。
2007年7月2日上午，正在施工的该馆建筑工地发生火灾，体育馆外表的保温材料被烧掉，但没有造成人员伤亡。初步统计过火面积达1000平方米。

## 邮票
国家邮政局2007年12月20日发行《第29届奥林匹克运动会——竞赛场馆》纪念邮票1套6枚，小型张1枚；其中第四张为北京大学体育馆，邮票规格为60×30mm，面值1.2元。